# The Grudge
The Grudge és una pel·lícula de terror sobrenatural del 2004 dirigida per Takashi Shimizu, escrita per Stephen Susco, i produïda per Sam Raimi, Robert Tapert i Takashige Ichise. Un remake de la pel·lícula de terror japonesa de Shimizu del 2002 Ju-On: The Grudge, és la primera entrega de la sèrie de pel·lícules The Grudge. És protagonitzada per Sarah Michelle Gellar, Jason Behr, KaDee Strickland, Clea DuVall i Bill Pullman. Takako Fuji, Yuya Ozeki i Takashi Matsuyama representen els personatges Kayako Saeki, Toshio Saeki i Takeo Saeki de la pel·lícula original. La trama s'explica a través d'una seqüència d'esdeveniments no lineal i inclou diverses subtrames que s'entrecreuen.
The Grudge va ser llançada a Amèrica del Nord per Sony Pictures Releasing el 22 d'octubre de 2004 i va recaptar 187,3 milions de dòlars a tot el món, i va rebre ressenyes diverses de la crítica.

## Argument
The Grudge és una maledicció que neix quan algú mor amb ràbia o dolor extrems i es perdura on mor la persona. Aquells que la trobin moriran i la maledicció renaixerà repetidament, passant de víctima a víctima en una cadena d'horror interminable i creixent. Els esdeveniments següents s'expliquen en ordre cronològic, mentre que la pel·lícula es presenta en una narració no lineal.
El 2001, Kayako Saeki, una mestressa de casa de Tòquio, està enamorada del seu professor universitari Peter Kirk, escrivint obsessivament sobre ell en un diari. El seu marit gelós Takeo descobreix el diari i creu que Kayako està tenint una aventura. En un atac de ràbia, l'assassina brutalment a ella, al seu fill petit Toshio i al gat Mar. Després que Takeo amagui els cossos a la casa, el fantasma de Kayako el penja amb els seus cabells. Després de rebre una carta de Kayako, en Peter visita la casa Saeki només per trobar els cadàvers d'ella i d'en Takeo juntament amb el fantasma d'en Toshio. Sorprès i horroritzat, fuig del lloc i se suïcida l'endemà. La resta de la família Saeki s'aixeca de nou com a fantasmes inquiets a causa de la maledicció, en particular Kayako, que apareix com un onryō.
El 2004, la família Williams d'Amèrica es va traslladar a la casa Saeki. Mentre Matt està encantat amb la casa, la seva dona Jennifer i la seva mare Emma, amb demència, se senten incòmodes. Matt i Jennifer són ràpidament consumits per la maledicció. La Yoko, una cuidadora, arriba a la casa per trobar l'Emma sola abans de trobar-se amb Kayako, que l'arrossega cap a l'àtic. Preocupada per la desaparició de la Yoko, el seu patró Alex envia una altra treballadora, Karen Davis, per fer-se càrrec de la cura d'Emma. A la casa, la Karen descobreix en Toshio tancat en un armari i més tard és testimoni de l'esperit de Kayako baixant dels sostres per reclamar l'Emma.
L'Àlex arriba a la casa i troba l'Emma morta i la Karen en estat de xoc. Truca a la policia, que arriba amb el detectiu Nakagawa. A l'àtic, Nakagawa i la seva parella Igarashi troben els cossos de Matt i Jennifer, juntament amb la mandíbula inferior d'un humà. Mentrestant, la germana de Matt, Susan, és perseguida per Kayako al voltant del seu edifici d'oficines. A casa, Kayako l'ataca i ella desapareix. Mentre deixa la feina, l'Alex és assassinat pel cadàver sense mandíbules de la Yoko. Kayako comença a perseguir la Karen, que informa al seu xicot Doug de la situació.
Karen escorcolla la casa i finalment s'enfronta a Nakagawa, que explica que tres dels seus col·legues que investigaven les morts de Saeki van ser consumits per la maledicció. Aquella nit, Nakagawa porta gasolina a la casa per cremar-la, però en Takeo el mata. Després d'assabentar-se que en Doug s'ha aventurat a la casa dels Saeki a buscar-la, la Karen corre allà. Troba en Doug paralitzat i intenta fugir amb ell. Kayako s'arrossega per les escales i s'enganxa a Doug, que mor de xoc. Quan Kayako s'apropa, la Karen veu la gasolina i l'encén. La Karen sobreviu i a l'hospital, s'assabenta que la casa també va sobreviure al foc. En visitar el cos d'en Doug, la Karen s'adona que encara està perseguida per Kayako.

## Repartiment
- Sarah Michelle Gellar com a Karen Davis, una estudiant d'intercanvi
- Jason Behr com a Doug, el xicot de la Karen
- William Mapother com Matthew Williams, que es trasllada a Tòquio per a una promoció
- Clea DuVall com a Jennifer Williams, la dona de Matt
- KaDee Strickland com a Susan Williams, la germana petita de Matt i una dona de negocis
- Grace Zabriskie com a Emma Williams, la mare de Matt i Susan
- Bill Pullman com a Peter Kirk, un professor universitari que treballa a Tòquio
- Rosa Blasi com a Maria Kirk, l'esposa de Peter
- Ted Raimi com a Alex, el director del centre d'atenció on estan ubicades Yoko i Karen
- Ryo Ishibashi com a Nakagawa, un detectiu que va investigar prèviament els assassinats de Saeki
- Yōko Maki com a Yoko, una cuidadora japonesa
- Yuya Ozeki com a Toshio Saeki, el fill de Kayako i Takeo Saeki
- Takako Fuji com a Kayako Saeki, esposa de Takeo que s’enamora de Peter Kirk
- Takashi Matsuyama com a Takeo Saeki, el marit de Kayako i el pare de Toshio
- Yoshiyuki Morishita com a guàrdia

## Producció
Takashi Shimizu, el director i creador de la pel·lícula original Ju-On: The Grudge, va ser contractat per dirigir The Grudge, a partir d'un guió de Stephen Susco. Sam Raimi va produir a través de la seva pancarta Ghost House Pictures, juntament amb Robert Tapert i Takashige Ichise. La Fotografia principal de la pel·lícula va començar el 26 de gener de 2004, i es van tornar a gravar el juliol de 2004 a Tòquio. Sarah Michelle Gellar va filmar les seves escenes a Tòquio durant tres mesos abans de tornar per a les regravacions.

## Estrena

### Taquilla
The Grudge es va estrenar a les sales dels Estats Units per Columbia Pictures el 22 d'octubre de 2004 i es va projectar a 3.348 cinemes. La pel·lícula va generar 39,1 milions de dòlars en vendes d'entrades el primer cap de setmana (del 22 al 24 d'octubre), superant les expectatives dels analistes de taquilla i dels executius de Sony Pictures. La venda d'entrades va disminuir el 43% el segon cap de setmana, guanyant 21,8 milions de dòlars. Va recaptar 110,4 milions de dòlars als Estats Units i Canadà, amb 76,9 dòlars a altres territoris, per a un total mundial de 187,3 milions de dòlars.

### Mitjans domèstics
The Grudge va ser llançat per Sony Pictures Home Entertainment en VHS, DVD i UMD l'1 de febrer de 2005. La pel·lícula es va estrenar en Blu-ray Disc als EUA el 24 de maig de 2009. La pel·lícula va guanyar 9,24 milions de dòlars amb les vendes de DVD la seva primera setmana, debutant al número dos de la llista de vendes darrere de Ray.

### Recepció crítica
Al lloc web de l'agregador de ressenyes Rotten Tomatoes, el 40% de les crítiques de 163 crítiques són positives, amb una valoració mitjana de 5,1/10. El consens del lloc web diu: "Hi ha algunes imatges esgarrifoses per trobar, però no gaire en la manera de la lògica o els ensurts realment discordants." Metacritic, que utilitza una mitjana ponderada, va assignar a la pel·lícula una puntuació de 49 sobre 100, basat en 32 crítics, indicant crítiques "mixtes o mitjanes".
Roger Ebert de Chicago Sun-Times va donar a la pel·lícula una estrella de quatre, escrivint "No estic segur de com encaixen la majoria de les escenes a la pel·lícula. Tanmateix, entenc la premissa subjacent: hi ha una casa embruixada, i tots els que hi entren els passen coses inexplicables". Va criticar l'estructura temporal fragmentada i va dir que "finalment va perdre tota la paciència". Brian Rentschler de Screen Rant va donar una crítica general positiva, però al final, va comparar desfavorablement la pel·lícula amb The Ring, escrivint: "L'escriptor/director Takashi Shimizu (que també va escriure i dirigir l'original) fa un treball decent per crear l'ambient. de la pel·lícula i (en menor mesura) desenvolupar la història, però ser tan semblant a una pel·lícula que va sortir fa només dos anys... és un obstacle difícil de superar."
Kevin Thomas de Los Angeles Times va escriure: "Una trama complicada fa que sigui difícil que l'espectador segueixi l'acció i s'impliqui amb qualsevol dels personatges, inclosa l'estudiant perfectament simpàtica i normal de Gellar. Això fa que sigui encara més difícil acompanyar tots els horrors de les cases embruixades que l'enganxen". Va acabar la seva ressenya amb: "The Grudge és una adaptació bastant fidel de Ju-On de Shimizu, que al seu torn es basava en la seva versió directe a vídeo, que al seu torn també va generar una seqüela directe a vídeo. Més que res, The Grudge suggereix que és hora que Shimizu continuï endavant. Scott Foundas de Variety va escriure: " El projecte hauria tingut més èxit si Shimizu hagués tingut estil i/o atmosfera per substituir els seus ensurts en conserva, composicions de cartró i tall flàccid".